# Euphorbia peplus
La esula redonda (Euphorbia peplus L.) es una especie fanerógama perteneciente a la familia de las euforbiáceas.

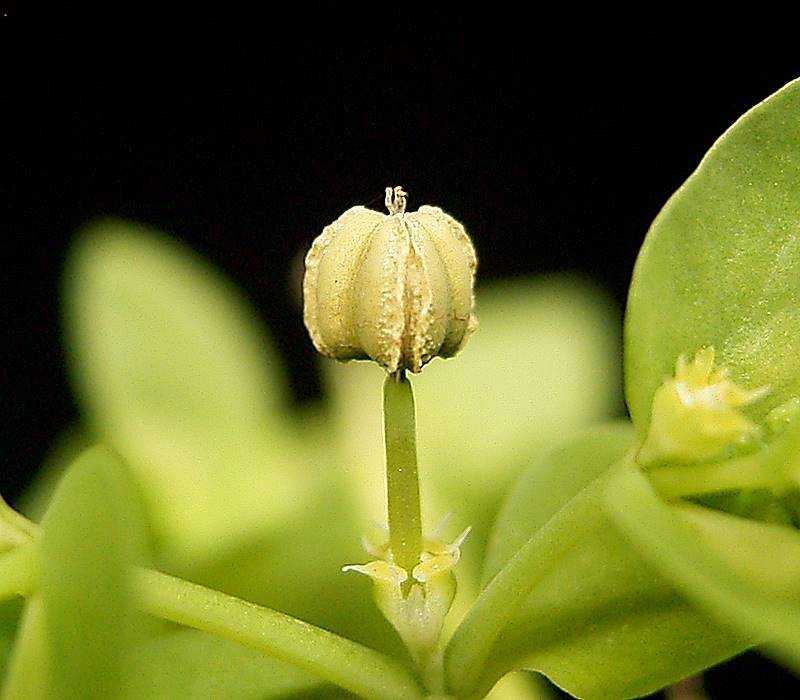
Ciato.

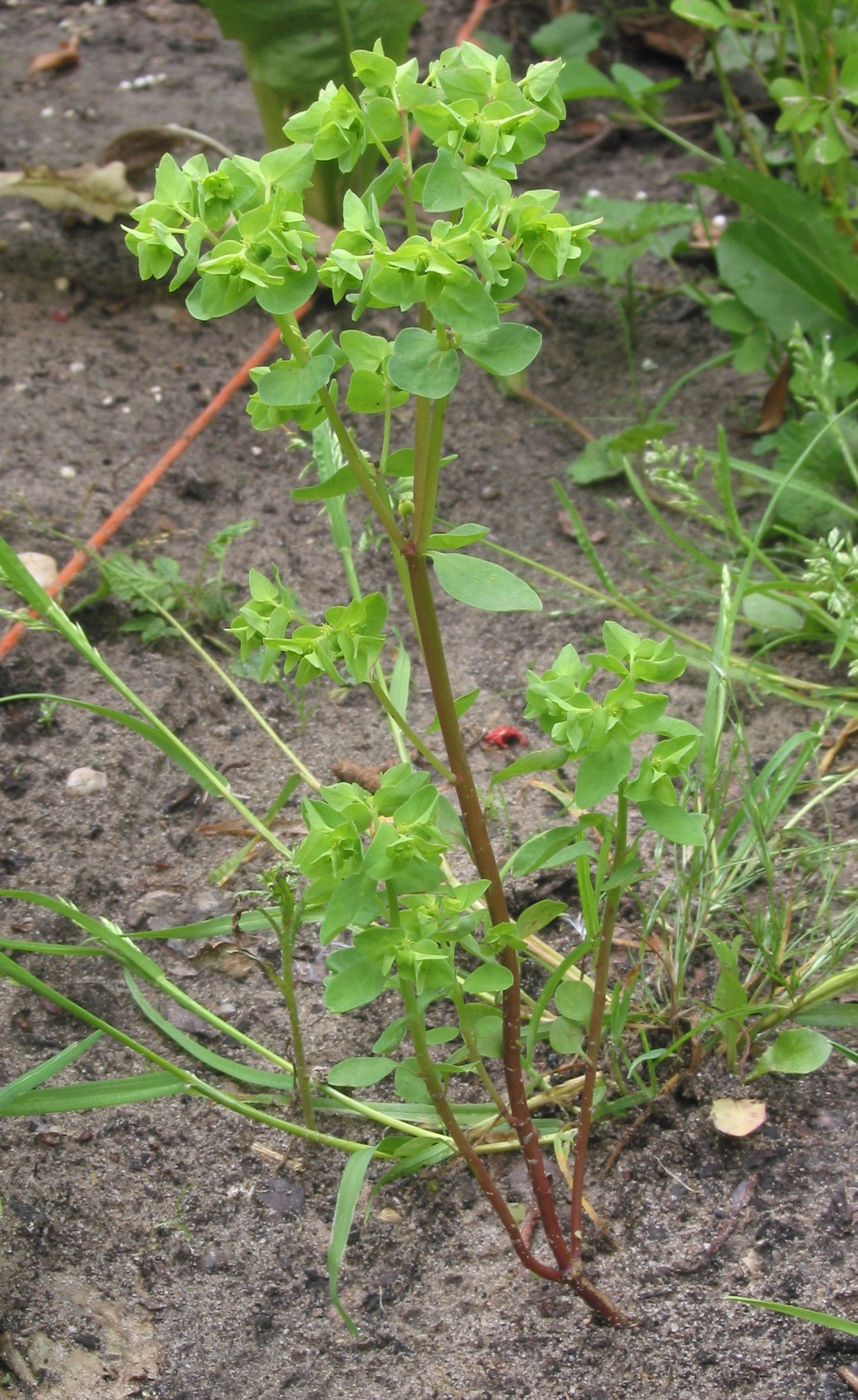
Vista de la planta.

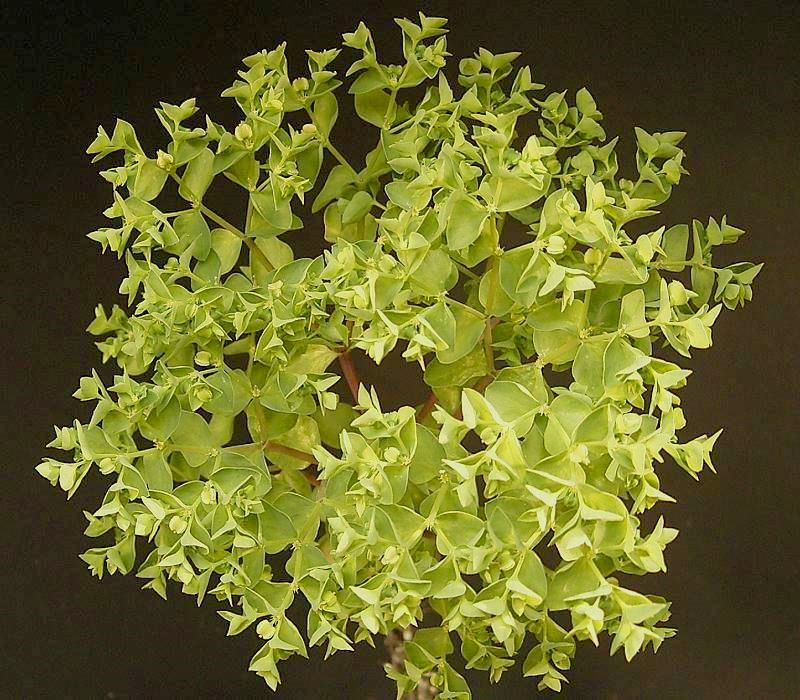
Vista de la planta.

## Hábitat
Es de amplia distribución en Macaronesia y la región mediterránea.

## Descripción
Euphorbia peplus es una planta de porte herbáceo, anual con el tallo erecto, a veces procumbente o postrado, de hasta 25 cm de longitud, usualmente ramificado y con todos sus órganos glabros. Posee hojas de color verde muy polimórficas, por lo general son obovadas aunque pueden aparecer ovoides o suborbiculares, siempre son enteras y emarginadas. Por lo general estas hojas alcanzan unas dimensiones de hasta 30x15 mm y poseen un peciolo de hasta 10 mm. 
Las inflorescencias de la especie aparecen en el eje central y más raramente en las ramificaciones laterales. Esta inflorescencia es un ciatio de hasta 1,5 mm de longitud, sésil o con un corto pedúnculo. Posee glándulas nectarias elípticas de color verde amarillentas con varios apéndices filiformes blancos de hasta 1,6 mm. El pleocasio posee entre 2 y 5 radios, comúnmente 3, alcanza hasta 50 mm de longitud y suele dicotomizar hasta 8 veces. Las brácteas pleocasiales son ovadas y mucronadas y se insertan en el eje mediante un corto peciolo cuando no son sentadas. 
El fruto es una cápsula globular o ligeramente elíptica de entre 1,2 y 3 milímetros de longitud con un pedicelo de entre 1 y 3 mm. En los dorsos de la cápsula aparecen dos alas membranosas. Las semillas son blancas o grises ovoides con sección ligeramente hexagonal de entre 1 y 1,7 mm. Poseen un surco longitudinal ventral y hasta 5 alveolos dorsales.

## Usos medicinales
La savia, un látex blanquecino, ha sido utilizada para el tratamiento de lesiones cutáneas, especialmente verrugas, manchas producidas por el sol y callos. Otras parte de la planta han sido utilizadas como expectorantes, antihelmíticos, antipiréticos y antiinflamatorios. Este látex, sin embargo, es altamente irritante y cáustico en piel, ojos y mucosas y muy tóxico cuando se ingiere. Los principios activos de la planta son principalmente tres triterpenos, el pepluano, con conocida acción antiinflamatoria, el jatrofano y el ingenano, causantes de la acción irritante del látex y promotores de tumores. Uno de los compuestos del ingenano, el ingenol 3-angelato tras ensayos en ratones ha demostrado poseer acción antitumoral.

## Taxonomía
Euphorbia peplus fue descrita por Carlos Linneo y publicado en Species Plantarum 1: 456. 1753.
Etimología
Euphorbia: nombre genérico que deriva del médico griego del rey Juba II de Mauritania (52 a 50 a. C. - 23), Euphorbus, en su honor – o en alusión a su gran vientre –  ya que usaba médicamente Euphorbia resinifera. En 1753 Carlos Linneo asignó el nombre a todo el género.
peplus: epíteto que podría derivar del griego peplos, que significa abrigo, envoltura.
Variedades
- Euphorbia peplus var. minima DC. in J.B.A.M.de Lamarck & A.P.de Candolle (1805)
- Euphorbia peplus var. peplus

Sinonimia
- De Euphorbia peplus:[10]
  - Tithymalus peplus (L.) Hill (1768)
  - Esula peplus (L.) Haw. (1812)
  - Keraselma peplus (L.) Raf. (1838)
  - Euphorbion peplum (L.) St.-Lag. (1880)
  - Galarhoeus peplus (L.) Prokh. (1941).
- De Euphorbia peplus var. minima:[11]
  - Euphorbia peploides Gouan (1764)
  - Euphorbia peplus var. minor Willd. (1806)
  - Euphorbia pusilla Lag. (1816)
  - Euphorbia peplus var. peploides (Gouan) Vis. (1852)
  - Tithymalus peploides (Gouan) Klotzsch & Garcke (1860)
  - Euphorbia peplus var. maritima Boiss. in A.P.de Candolle (1862)
  - Esula peploides (Gouan) Fourr. (1869)
  - Tithymalus peplus subsp. maritimus (Boiss.) Soják (1972)
  - Tithymalus peplus subsp. peploides (Gouan) Soják (1972)
- De Euphorbia peplus var. peplus:[12]
  - Tithymalus rotundifolius Lam. (1779)
  - Euphorbia oleracea Pers. (1806)
  - Euphorbia rotundifolia (Lam.) Loisel. (1809)
  - Esula minima Haw. (1812)
  - Euphorbia minima (Haw.) Mart. (1814)
  - Esula rotundifolia (Lam.) Gray (1821)
  - Keraselma oleraceum (Pers.) Raf. (1838)
  - Keraselma reniforme Raf. (1840)
  - Euphorbia chamaepeploides Lotsy (1895)
  - Euphorbia pusillima Post (1895)
  - Euphorbia calabrica Huter, Porta & Rigo (1907)
  - Tithymalus peplus subsp. calabricus (Huter, Porta & Rigo) Soják (1972)[13][14]

## Nombre común
- Castellano: esula redonda, lechearena, lechecina, lecheinterna, lechera, lecheriega, lecherina, lecherina brava, lecheros, lecheterna, lechetrezna, lechetrezna tomagallos, lechetreznilla, lechibravía, lechieterna, lechiterna, lechitierna, lechocino, letrera, peplo,pichoga, rechitierna de sombrilla, rechitiernas, ésula redonda, tamagallos, tesula redonda, titímalo, tomagallos, tornagallos, tésula redonda.[15]